# Dinamòmetre

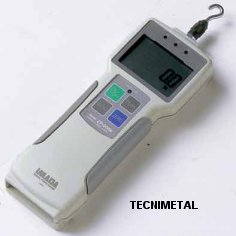
Dinamòmetre digital

Un dinamòmetre és un aparell de mesura de forces. Fou inventat per Isaac Newton i no ha de confondre's amb la balança (instrument utilitzat per a amidar pesos), encara que sí que pot comparar-se a una bàscula.
Normalment, un dinamòmetre basa el seu funcionament en un ressort que segueix la Llei de Hooke, sent les deformacions proporcionals a la força aplicada. Generalment, aquests instruments consisteixen en una molla continguda en un cilindre de plàstic, cartó o metall generalment, amb dos ganxos, un en cada extrem. Els dinamòmetres duen marcada una escala, en unitats de força, en el cilindre buit que envolta la molla. En penjar pesos o exercir una força sobre el ganxo inferior, el cursor del cilindre inferior es mou sobre l'escala exterior, indicant el valor de la força. Les molles que formen els dinamòmetres tenen un límit d'elasticitat. Si s'apliquen forces molt grans i es produeixen allargaments excessius, es pot sobrepassar el límit d'elasticitat i patir una deformació permanent, amb el que s'inutilitzaria el dinamòmetre. Els dinamòmetres els incorporen les màquines d'assaig de materials quan són sotmesos a diferents esforços, principalment l'assaig de tracció, perquè amiden la força de trencament que trenquen les provetes d'assaig.
Els dinamòmetres solen usar-se en l'ortodòncia per amidar les forces aplicades pel tractament. També s'utilitzen en la indústria alimentària, sent un dels components principals dels farinògrafs, per tal de mesurar la resistència que exerceix una massa al ser mesclada.

## Fórmula
{\displaystyle P=mg}
- P: És el pes i la seva unitat del sistema internacional és el Newton (N).
- m: És la massa i la seva unitat del sistema internacional és el quilogram (kg).
- g: És l'acceleració que provoca la força de la gravetat i la seva unitat en el sistema internacional és el metre per segon al quadrat (m/s²). El seu valor mitjà és 9,81m/s² aquí a la Terra.

Principi d'un dinamòmetre de ressort
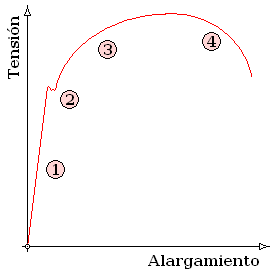
Corba de deformació d'acers